# Robert Rodat
Robert Rodat (n. Keene (Nuevo Hampshire), 1953) es un guionista y productor de cine y televisión estadounidense. Su trabajo más conocido es el guion original de la película Saving Private Ryan (1998), dirigida por Steven Spielberg, pero también es el autor de los libretos para The Comrades of Summer (1992), Tall Tale (1995), Fly Away Home (1996), El patriota (2000) y 10 000 a. C. (2007).
Rodat también es el creador de la serie de televisión Falling Skies del canal TNT, rodada en 2009 pero estrenada en 2011. Su argumento gira en torno a unos seres humanos que sobreviven en un mundo apocalíptico que ha sido invadido por unos extraterrestres hostiles.

## Premios y distinciones
Premios Óscar
| Año  | Categoría            | Película               | Resultado |
| ---- | -------------------- | ---------------------- | --------- |
| 1999 | Mejor guion original | Salvar al soldado Ryan | Nominado  |